# The Amityville Horror (film fra 2005)
 For alternative betydninger, se The Amityville Horror. (Se også artikler, som begynder med The Amityville Horror)
The Amityville Horror er en amerikansk horrorfilm fra 2005 instrueret af Andrew Douglas. Det er en genindspilning af filmen ved samme navn fra 1979, som selv var baseret på en roman fra 1977 af samme navn af Jay Anson, der dokumenterer de påståede erfaringer af familien Lutz, efter de flyttede ind i et hus i Long Island, som havde været scene for et massemord begået af Ronald DeFeo, Jr. der skød seks medlemmer af hans familie dér i november 1974

## Handling
Den 13. november 1974, klokken 03:15 skød og dræbte Ronald DeFeo, Jr. hans familie i deres hjem, 112 Ocean Avenue i Amityville, New York. Han dræbte fem medlemmer af hans familie i deres senge, men hans yngste søster, Jodie, var blevet dræbt i hendes soveværelse skab. Han hævdede, at han blev overtalt til at dræbe dem af stemmer han havde hørte i huset.

## Medvirkende
- Ryan Reynolds som George Lutz
- Melissa George som Kathy Lutz
- Jesse James som Billy Lutz
- Chloe Moretz som Chelsea Lutz
- Jimmy Bennett som Michael Lutz
- Rachel Nichols som Lisa
- Philip Baker Hall som Father Callaway
- Isabel Conner som Jodie DeFeo
- Brendan Donaldson som Ronald "Ronnie" DeFeo, Jr.
- Kara Rubeo som Dawn DeFeo

## Fra bogen, 1979 Filmen og den virkelige historie
- Dette er den eneste film, som har en Lutz familiemedlem som hovedperson (Kathy) og en anden (George) som antagonist.[2]
- "Jodie DeFeo", der fremstår som en fremtrædende figur i filmen, er en fiktiv karakter og var ikke et af ofrene ved skyderiet af Ronald DeFeo, Jr. i november 1974.[3] Men ifølge Dvd’en ”On Set Peeks feature”, siges det at være baseret på den yngste Defeo barn, Allison.
- Huset adresse i film fra 1979 og 2005, er 412 Ocean Avenue, selv om den virkelige adresse er 112 Ocean Avenue.[4][5]

## Film

### Gyserfilm
- The Amityville Curse (1990)
- Amityville: A New Generation (1993)
- Amityville Dollhouse (1996)

## Dokumentarfilm
- The Real Amityville Horror (2005)
- Amityville: The Final Testament (2010)
- Shattered Hopes: The True Story of the Amityville Murders (2011)
- My Amityville Horror (2011)

## Eksterne Henvisninger
- The Amityville Horror på Internet Movie Database (engelsk)
- The Amityville Horror på Filmdatabasen
- The Amityville Horror på Scope
- The Amityville Horror i Svensk Filmdatabas (svensk)
- The Amityville Horror på AlloCiné (fransk)
- The Amityville Horror på MovieMeter (nederlandsk)
- The Amityville Horror på AllMovie (engelsk)
- The Amityville Horror hos American Film Institute (engelsk)
- The Amityville Horror hos British Film Institute (engelsk)
- The Amityville Horror på Turner Classic Movies (engelsk)
- Den officielle hjemmeside Arkiveret 10. februar 2009 hos  Wayback Machine

| Gyserfilm | Spire Denne gyserfilm-artikel er en spire som bør udbygges. Du er velkommen til at hjælpe Wikipedia ved at udvide den. |